# Панд-Орей (озеро)
Панд-Орей (Пенд-Ореил, англ. Pend Oreille) — озеро в США, расположенное на севере штата Айдахо, в так называемом Айдахском выступе. Площадь поверхности составляет 383 км². Длина озера — 105 км. Глубина достигает местами 350 м, что делает его пятым по глубине озером в США. Озеро подпитывается реками Кларк-Форк и Пак и является истоком реки Панд-Орей. Оно окружено национальными лесами; в окрестностях расположено несколько небольших городов, среди них самый крупный — Сэндпойнт (Sandpoint).
Озеро находится главным образом на территории округа Боннер, за исключением южной части, которая входит в округ Кутеней и является месторасположением государственного парка Фаррагут (Farragut State Park), во времена Второй мировой войны известного как Военно-морская тренировочная станция Фаррагут.

## География
Возле озера находятся следующие города:
- Сандпойнт (Sandpoint)
- Пондерей[англ.] (Ponderay)
- Кутеней[англ.] (Kootenai)
- Хоп[англ.] (Hope)
- Кларк-Форк[англ.] (Clark Fork)
- Бейвью[англ.] (Bayview)
- Сэгл[англ.] (Sagle)

Озеро хорошо обозревается с шоссе 200, которое проходит вдоль северного побережья. Большая часть берега представляет собой гористую местность. С востока это горы Грин-Монаркс (Green Monarchs), с севера — горы Кабинет (Cabinet Mountains), с юго-запада — горы Кер-д’Ален (Coeur d’Alène), и с северо-запада — Селкерк.

## Исторические сведения
Озеро Панд-Орей было сформировано ледником во времена ледникового периода. Считается, что восточная часть озера находилась в области Мизульских наводнений. Озеро расположено в южном окончании Парсельского разлома, созданного ледниками, двигавшимися на юг со стороны Канады. Считается также, что восточная часть ледника сформировала дамбу для Мизульских наводнений в месте, где сейчас в озеро впадает река Кларк-Форк, прямо между горами Кабинет (Cabinet) и Биттерут (Bitteroot). Размер озера был увеличен дамбой в Олбени-Фолс (Albeni Falls), расположенной на восток от Олдтауна (Oldtown). Высота дамбы составляет 27 метров, производительность установленных на ней установок составляет 200 миллионов кВт·ч ежегодно. Она управляется Администрацией по энергетике Бонневилля. Не считая озера Крейтер в Орегоне и озера Шелан в Вашингтоне, озеро Панд-Орей является крупнейшим по размеру и глубине озером на всем Северо-западе.
Территория вокруг озера является историческим домом для индейских племен калиспелл (Kalispell). Дэвид Томпсон основал здесь торговый пост Северо-Западной компании в 1809 году. Считается, что название озеру придумал один из участников группы Томпсона — французский-канадский продавец пушнины. Словосочетание «Панд-Орей» переводится с французского как «висящий в ухе». Украшения, висящие в ушах, были отличительной чертой племени Калиспелл. Также, если посмотреть на очертания озера с высоты или на карте, можно увидеть, что по форме оно напоминает человеческое ухо.
Во времена Второй мировой войны на южной стороне озера была основана вторая по величине военно-морская тренировочная база. Построенная в ответ на атаку Японской армии на Пёрл-Харбор, сегодня база является государственным парком Фаррагут. Озеро все ещё используется Акустическим исследовательским подразделением Военно-морских сил США для тестирования глубоководных систем для подводных лодок: значительная глубина озера предоставляет условия, приближенные к условиям открытого океана.

## Прибрежная флора и фауна
Леса в данной местности преимущественно состоят из таких пород деревьев, как сосна жёлтая, псевдотсуга, тополь, осина, берёза бумажная и лиственница западная. Типичными породами животных для этой местности являются чернохвостый олень, вапити, волк, лось, беличьи, чёрный медведь, койот и рыжая рысь, а также белоголовый орлан, скопа, совообразные, колибри, ястребиные, дятловые, утки и лазурные птицы. Озеро является домом для нескольких видов перелетных птиц.

## Рыба
Озеро является домом для многих видов рыбы, включая такие виды, как микижа, озёрный голец, жёлтый окунь, чёрный краппи, белый краппи, большеротый окунь, малоротый окунь, пятнистый окунь, полосатый окунь, белый окунь, сиг, светлопёрый судак, щука и нерка. Озеро Панд-Орей известно также как место, где был установлен рекорд штата — в 1947 году Вес Хэмлет (Wes Hamlet) поймал здесь микижу весом 16,78 кг (37 фунтов).